# Золотистая бронзовая кукушка
Золоти́стая бро́нзовая куку́шка (лат. Chrysococcyx cupreus) — вид птиц подсемейства настоящих кукушек (Cuculinae) семейства кукушковых (Cuculidae).

## Описание
Длина тела составляет примерно от 21 до 23 см. Ярко выражен половой диморфизм: оперение самца блестящего бронзово-зелёного цвета, грудь жёлтого цвета, у самки белое или блестящее зелёное оперение на груди, верхняя часть тела покрыта полосами бронзово-коричневого и зелёного цвета.

## Распространение
Вид широко распространён в Африке. Область распространения охватывает территорию от западного побережья Африки в Гвинее до Эфиопии, а также Центральную Африку, Танзанию, Мозамбик и Южную Африку. Птицы живут преимущественно в вечнозелёных и галерейных лесах, тем не менее, встречаясь также и в сухих лесах.

## Питание
Поиски пищи проходят чаще в кроне деревьев. Птицы предпочитают поедать волосатых гусениц и муравьёв. Хотя насекомые составляют бо́льшую часть питания, птицы поедают также плоды, семена и яйца.

## Размножение
Как и большинство кукушек, является гнездовым паразитом. Брачный сезон приходится на сезон дождей: как правило, с сентября по март. В среднем, самка может отложить от 19 до 25 яиц. Они предпочитают класть свои яйца в гнёзда ткачиковых, нектарницевых, бюльбюлевых, птиц-мышей и славковых, а также в Южной Африке в гнёзда певчей пестрогрудки.

## Охранный статус
Ареал кукушки составляет 11 400 000 км по всей Африке к югу от Сахары, поэтому вид не находится под угрозой исчезновения. Однако существует некоторая угроза изменения этого статуса, из за сокращения площади мест обитания и изолирования прибрежных зон и низинных лесов в предстоящие годы.